# Per Kenttä
Per Ingemar Kenttä, född 24 mars 1981 i Umeå och senare uppvuxen i Haparanda, är en svensk före detta ishockeytränare och ishockeymålvakt, som under 2019 blev kontrakterad som general manager för IF Björklöven. Kontraktet sträcker sig till och med säsongen 26/27. Han kommer närmast från IK Oskarshamn där han varit sportchef sedan 2017. Dessförinnan innehade han under en tioårsperiod ett flertal roller i Asplöven HC.
Per Kenttä kallas Jesus bland Björklövens fans då han ses som den största anledningen till att Björklöven återigen blev ett starkt och bra hockeylag efter år av misär.
Den 28 januari 2022 förlängde Per Kenttä sitt avtal med Björklöven till och med säsongen 2026/2027.

## Utmärkelser
Kenttä har vunnit pris för årets ledare inom svensk ishockey två gånger. Först säsongen 2013/2014 med Asplöven HC då han var både tränare och sportchef inom klubben. Andra gången han fick priset var säsongen 2018/2019 då han blev tilldelad priset tillsammans med kollegan Martin Åkerberg då de jobbade inom IK Oskarshamn.
Som sportchef har Kenttä tagit upp Oskarshamn från allsvenskan till SHL och Asplöven från division 1 till Allsvenskan.